# Kondratów

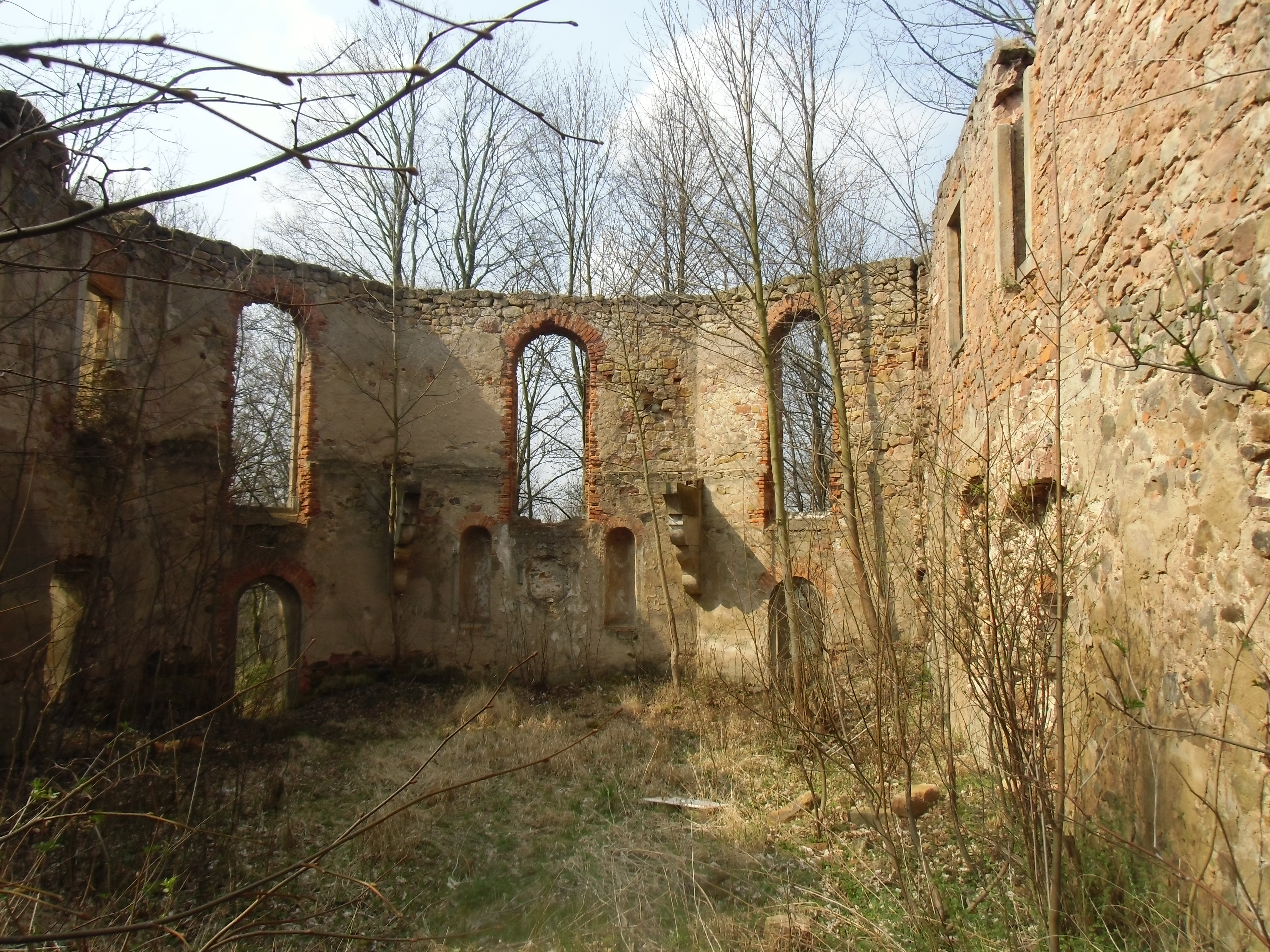
Schlossruine Konradswaldau

 Kondratów  (deutsch Konradswaldau) ist ein Dorf der Landgemeinde Męcinka im Powiat Jaworski der Woiwodschaft Niederschlesien in Polen.

## Geografische Lage
Kondratów liegt im westlichen Niederschlesien, im so genannten Sudetenvorland und im Sprachgebiet des Gebirgsschlesischen. 
Das kleine Straßendorf befindet sich in einem weiten Tal umgeben von den bis 480 Meter aufsteigenden Jauerschen Bergen zwischen Złotoryja (Goldberg) und Jawor (Jauer) im Nordwesten und Osten und dem bis zu 724 Meter aufsteigenden Bober-Katzbach-Gebirge (Góry Kaczawskie) im Südwesten. Der Wilsbach, von der Quelle am Fuße der Jauerschen Berge im Osten entspringend, durchquert den Ort in nordwestliche Richtung.
Die nächstgrößeren Städte sind Złotoryja im Nordwesten, Legnica (Liegnitz) im Nordosten, Jawor im Osten und Jelenia Góra (Hirschberg im Riesengebirge) sowie Cieplice Śląskie-Zdrój (Bad Warmbrunn) im Südwesten. Im Gebiet um Kondratów herrscht vulkanisches Gestein vor. Im 13. Jahrhundert wurde im nahen Wald Gold abgebaut. 
Kondratów erstreckt sich in einem weitläufigen Tal des Wilsbaches. Zum größten Teil liegen die Häuser und Höfe, die heute teilweise verfallen sind, weit verstreut auseinander.

## Geschichte
„Conradeswald“ wurde erstmals im Jahre 1263 erwähnt.  
Das Zentrum der Gemeinde Konradswaldau bildet die katholische Kirche, deren Bauwerk im gotischen Stil errichtet ist und aus dem 13. Jahrhundert stammt. Das Bauwerk gilt als das älteste noch erhalten gebliebene Gebäude des Ortes. 
Die Ortschaft gliederte sich bis zur Vertreibung der deutschen Bevölkerung im Jahr 1946, in Oberdorf, Mitteldorf und Niederdorf.
In Konradswaldau gingen die meisten der 717 Einwohner (1939) einer Beschäftigung in der Landwirtschaft nach. Obwohl keine besonders großen Bauernhöfe im Ort vorhanden waren, galten die Bauern im Dorf als wohlhabend.  
Bis zum Ende des Zweiten Weltkrieges 1945 war die Ortschaft Konradswaldau Sitz des aus einer Hugenottenfamilie stammenden Ritterkreuzträgers Oberst Hans von Poncet, dessen Vorfahren u. a. Kämmerer des Grünen Gewölbes am sächsischen Hof in Dresden waren.
In unmittelbarer Nähe des Barockschlosses befand sich der dazugehörige Gutshof. Nach 1945 blieben von Schloss und Gutshof nur noch eine Ruine übrig sowie Reste der Grabstätte der Eltern von Oberst v. Poncet. Die Familie von Poncet rettete sich im April 1945 vor der anrückenden Roten Armee durch Flucht über das Sudetenland nach Murnau in Oberbayern.
Heute ist Kondratów ein Ort mit etwa 290 Einwohnern.

## Persönlichkeiten
- Hans Karl Franz von Poncet. Oberst, Ritterkreuzträger, Gutsherr auf Konradswaldau. Geboren am 26. April 1899 in Gleiwitz; gestorben am  23. November 1983 in Murnau-Westried (Bayern). Letzter Kampfkommandant von Leipzig 1945.
- Marie Luise von Poncet, geborene von Harnier, Malerin, * 6. April 1904 in Minden Westfalen, Tochter des Ludwig Friedrich von Harnier und der Sibylle von Schlichting.
- Im Ortsteil Niederdorf befand sich von 1930 bis 1946 das Elternhaus des Bildhauers und Grafikers Walter Ibscher (1926–2011). Dort betrieben seine Eltern eine kleine Schmiede. Ibscher lebte bis zu seinem Tod in Nürnberg.